# Enoplometopus antillensis
Enoplometopus antillensis is een kreeftensoort uit de familie van de Enoplometopidae. De wetenschappelijke naam van de soort is voor het eerst geldig gepubliceerd in 1865 door Lütken.